# Schwalmstadt
Schwalmstadt este un oraș din landul Hessa, Germania.
1. ↑   https://schwalmstadt.de/buergerinformationen/buergerservice-rathaus-politik/buergerservice/grusswort-des-buergermeisters.html?highlight=WyJiXHUwMGZjcmdlcm1laXN0ZXJzIiwiYlx1MDBmY3JnZXJtZWlzdGVyIiwiYnVyZ2VybWVpc3RlcnMiLCJiXHUwMGZjcmdlcm1laXN0ZXJuIiwiYnVyZ2VybWVpc3RlciJd, accesat în 3 aprilie 2025 Lipsește sau este vid: |title= (ajutor)
2. ↑  Alle politisch selbständigen Gemeinden mit ausgewählten Merkmalen am 31.12.2018 (4. Quartal) (în germană), Statistisches Bundesamt[*], arhivat din original la 10 martie 2019, accesat în 10 martie 2019